# Neoproterozoik
Neoproterozoik (ang. Neoproterozoic) 
- w sensie geochronologicznym: ostatnia era proterozoiku, trwająca 458 milionów lat (od 1000 do 542,0 mln lat temu). Neoproterozoik jest młodszy od mezoproterozoiku a starszy od paleozoiku. Dzieli się na trzy okresy: ton, kriogen i ediakar.

- w sensie chronostratygraficznym: najwyższy eratem proterozoiku, dzielący się na trzy systemy: ton, kriogen i ediakar.

W erze tej powstały złoża ropy naftowej w dystrykcie Athabaska, w Kanadzie, a także sól kamienna w Afryce Zachodniej i Australii.

## Ważniejsze wydarzenia
| Era               | Okres (mln lat temu) | Geologia                               | Biologia |
| ----------------- | --- | -------------------------------------- | -------- |
| Neoproterozoik    | |                                        |          |
| ediakar (635-541) | Ok. 600 milionów lat temu tworzy się superkontynent Pannocja, który rozpada się 60 milionów lat później. Powstają paleozoiczne oceany Japetus i Prototetyda. | Fauna ediakarańska dominuje w morzach. |          |
| kriogen (720-635) | Największe zlodowacenia w historii - być może nawet obejmujące całą planetę. Superkontynent Rodinia rozpada się całkowicie, powstaje ocean Panthalassa.      | Najstarsze skamieniałości gąbek.       |          |
| ton (1000-720)    | Początek rozpadu superkontynentu Rodinii. | Pierwsza radiacja akritarchów.         |          |